# Berens River 13
Berens River 13 är ett reservat i Kanada.   Det ligger i provinsen Manitoba, i den sydöstra delen av landet, 1 700 km väster om huvudstaden Ottawa.
I omgivningarna runt Berens River 13 växer i huvudsak blandskog. Trakten runt Berens River 13 är nära nog obefolkad, med mindre än två invånare per kvadratkilometer.